# Buttstädt
Buttstädt is een gemeente in de Duitse deelstaat Thüringen, en maakt deel uit van de Landkreis Sömmerda. Buttstädt telt 6.633 inwoners.
Buttstädt was de hoofdplaats van de gelijknamige Verwaltungsgemeinschaft tot op 1 januari de overige gemeenten in het verband opgingen in de gemeente Buttstädt.
Alperstedt ·
Andisleben ·
Büchel ·
Buttstädt ·
Eckstedt ·
Elxleben ·
Gangloffsömmern ·
Gebesee ·
Griefstedt ·
Großmölsen ·
Großneuhausen ·
Großrudestedt ·
Günstedt ·
Haßleben ·
Henschleben ·
Kindelbrück ·
Kleinmölsen ·
Kleinneuhausen ·
Kölleda ·
Markvippach ·
Nöda ·
Ollendorf ·
Ostramondra ·
Rastenberg ·
Riethgen ·
Riethnordhausen ·
Ringleben ·
Schloßvippach ·
Schwerstedt ·
Sömmerda ·
Sprötau ·
Straußfurt ·
Udestedt ·
Vogelsberg ·
Walschleben ·
Weißensee ·
Werningshausen ·
Witterda ·
Wundersleben